# Haunt (мініальбом)
Haunt — мініальбом англійського інді-поп-гурту Bastille. Він був випущений ексклюзивно для Сполучених Штатів у травні 2013 року в цифровому вигляді та в липні 2013 року у фізичному вигляді. Мініальбом містить три пісні з їхнього дебютного альбому Bad Blood, демо-трек, заголовний трек мініальбому, який спочатку був Б-стороною синглу «Bad Blood». Мініальбом посів 104 місце в чарті Billboard 200 і перше місце в чарті Top Heatseekers.

## Список композицій
Всі пісні написані Деном Смітом.
| #     | Назва       | Тривалість |
| ----- | ----------- | ---------- |
| 1.    | «Pompeii»   | 3:34       |
| 2.    | «Overjoyed» | 3:26       |
| 3.    | «Bad Blood» | 3:33       |
| 4.    | «Haunt»     | 2:51       |
| 13:24 |             |            |

## Чарти
| Чарт (2013)                            | Найвища позиція |
| -------------------------------------- | --------------- |
| США Billboard 200                      | 104             |
| США Top Alternative Albums (Billboard) | 21              |
| США Top Rock Albums (Billboard)        | 29              |